# Naturopati
Naturopati eller Naturmedicin (naturlægemidler) er naturprodukter anvendt til medicinsk behandling. Mennesket har igennem mange hundrede år benyttet sig af mineralske og animalske produkter til at behandle sygdomme. Brugen af naturmedicin stoppede med den kemiske industri, som dels kunne
1. udvinde de virksomme stoffer fra naturmedicinen, dels kunne
2. syntetisere nye virksomme stoffer.

Ligeledes har fremkomsten af et sygehusvæsen, som fortrinsvis holder sig til videnskabeligt dokumenterede metoder i behandlingen af sygdomme, betydet at naturmedicinen er udgået. Naturmedicin har dog siden 1970'erne genvundet en væsentlig interesse uden for det etablerede sundhedssystem.
Eksempler på naturmedicin er pilebark som er blevet benyttet som smertestillende middel. Pilebarken indeholder salicylsyre (Salix=pil), som i dag er den virksomme ingrediens i mange industrielt fremstillede produkter til smertebehandling.

## Eksterne links
Læs om naturmedicin på medicin.dk